# Universitatea din Turku
Universitatea din Turku (Turun yliopisto în finlandeză) este universitate situată în orașul Turku, Finlanda. Este membră a prestigiosului Grup Coimbra.